# Therapis fiavicaria
Therapis fiavicaria är en fjärilsart som beskrevs av Herrich-Schäffer 1863. Therapis fiavicaria ingår i släktet Therapis och familjen mätare. Inga underarter finns listade i Catalogue of Life.